# Formaturas Infernais
Formaturas Infernais Prom Nights from Hell e Danças Malditas em português europeu, é um livro de contos escrito por Meg Cabot, Stephenie Meyer, Kim Harrison, Michele Jaffe e Lauren Myracle.

## Sinopse
Nesta emocionante coleção de contos de terror, as autoras best seller Meg Cabot (O Diário da Princesa), Stephenie Meyer (Crepúsculo), Kim Harrison (Hollows), Michele Jaffe (Bad Kitty) e Lauren Myracle [((Internet Girls Series and BLISS]]) se reuniram para mostrar que a formatura pode ser um evento muito mais aterrorizante do que se pensa. Problemas no guarda-roupa e um par que dança mal não são nada comparados a descobrir que você está dançando com a Morte - e que ela não está ali para elogiar seu vestido.
De problemas com vampiros até uma batalha entre anjos e demônios, estas cinco histórias vão divertir você mais do que qualquer DJ em um terno brega. Nada de limusine ou vestido de gala: só uma grande dose de diversão assustadora.

## Contos
| Nº | Conto                                  | Autora          |
| -- | -------------------------------------- | --------------- |
| 1º | A filha da exterminadora               | Meg Cabot       |
| 2º | O buquê                                | Lauren Myracle  |
| 3º | Madison Avery e a Morte                | Kim Harrison    |
| 4º | Salada mista (Kiss and Tell em Inglês) | Michele Jaffe   |
| 5º | Inferno na Terra                       | Stephenie Meyer |